# Jerzy Łukaszewicz (chemik)
Jerzy Paweł Łukaszewicz (ur. 7 czerwca 1952 w Łodzi) – polski chemik, zajmujący się katalizą, adsorpcją, fizykochemią zjawisk powierzchniowych oraz syntezą i charakteryzacją nowych materiałów. Syn Witolda Łukaszewicza. W roku 2022 znalazł się na liście 2% najczęściej cytowanych naukowców na świecie w zakresie całej kariery naukowej. Lista została przygotowana przez Uniwersytet Stanforda i Scopus na podstawie kompleksowej oceny dorobku naukowego uczonych z całego świata, po wyliczeniu złożonego indeksu bibliometrycznego (tzw. C-score), uwzględniającego czynniki takie jak m.in. liczba cytowań niezależnych, indeks Hirscha czy miejsce i rolę autora wśród współautorów

## Życiorys
W 1971 roku ukończył IV Liceum Ogólnokształcące im. Tadeusza Kościuszki w Toruniu. Podjął studia na Uniwersytecie Mikołaja Kopernika w Toruniu, które ukończył w 1976 roku. W 1986 roku uzyskał stopień doktora za rozprawę pt. Zastosowanie pomiarów przewodnictwa elektrycznego do badania oddziaływań adsorpcyjnych w układzie adsorbat-węgiel. Pracę habilitacyjną zatytułowaną: Badania budowy, właściwości chemicznych i detekcyjnych filmów węglowych stosowanych jako czujniki wilgotności powietrza obronił w 2001 roku. Przebywał na stypendium naukowym DAAD w RWTH Aachen w latach 1984–1985 oraz na stypendium naukowym Monbusho w Kyushu University w Japonii w latach 1987-1989. W roku 2001 był profesorem gościnnym w Kyushu University.
W latach 2002–2005 był prodziekanem Wydziału Chemii. Od 2005 do 2012 roku piastował funkcję dziekana. W 2018 roku uzyskał tytuł profesora. Jest zatrudniony na stanowisku profesora nadzwyczajnego oraz Dyrektora Interdyscyplinarnego Centrum Nowoczesnych Technologii Uniwersytetu Mikołaja Kopernika w Toruniu.